# Недеља разоружања
Недеља разоружања је празник коју је установиле Уједињене нације 1978. године са резолуцијом A/RES/S-10/2 донетој на специјалном сазиву Генералне скупштине.
Циљ празника је да се смањи количина оружја на свету (нарочито биолошко, хемијско, нукларно, али и конвенционално наоружање (ватрено оружје, нагазне мине,...), хиперзвучно оружје), са циљем да се смање кризе и смањи број ратова и оружаних сукоба у свету. Као и да се проблеми решавају дијалогом и мирним путем, уместо оружјем и оружаним скубима.
Током недеље разоружања, такође се промовишу и начини безбедног преноса оружја између држава и спречавање илегалне трговине и кријумчарења оружја.
Уједињене нације су основале Канцеларију за послове разоружања (енгл. United Nations Office for Disarmament Affairs) која помаже Уједињеним нацијама и систему УН и државама по питањима везаних за разоружавање.